# Gare de Vrigne-Meuse
Gare de Vrigne-Meuse vasútállomás Franciaországban, Vrigne-Meuse településen.

## Vasútvonalak
Az állomást az alábbi vasútvonalak érintik:
- Mohon–Thionville-vasútvonal

## Kapcsolódó állomások
A vasútállomáshoz az alábbi állomások vannak a legközelebb:
- Gare de Nouvion-sur-Meuse
- Gare de Donchery